# 远宦帖
〈遠宦帖〉為晋代王羲之草書尺牘的雙鉤廓填本，為唐代摹本。材質為紙本，縱24.8公分，橫21.5公分。現在收藏於臺灣臺北的國立故宮博物院。
此帖首見於《法書要錄》卷十右軍書記。《宣和書譜》即稱〈遠宦帖〉。亦刻入〈淳化閣帖〉卷六；〈大觀帖〉、〈鼎帖〉、〈寶賢堂帖〉、〈澄清堂帖〉（孫承澤本）均曾刻入。清道光間，葉志詵得王獻之〈送梨帖〉，將此帖一同上石。後楊守敬又刻入其〈鄰蘇園法帖〉中。北宋曾入大觀，宣和內府，有大觀，宣和諸印璽，卷首徽宗趙佶瘦金書簽，上鈐雙龍方印。專用於古法書者。後曾入金明昌內府，及北燕張氏，後歸賈似道。明時曾為秀水項元汴所藏，入清由耿會侯，安岐所遞藏，曾著錄於《墨緣彙觀》，訂為唐人鉤摹本。嗣入清內府，而未鈐內府收藏印，故石渠亦無著錄。今藏國立故宮博物院，曾先後輯入《故宮法書晉王羲之真跡冊》、《故宮歷代法書全集》第一冊影印行世。

## 原文
省別具。足下小大問為慰。多分張。念足下懸情。武昌諸子亦多遠宦。足下兼懷。並數問不。老婦頃疾篤。救命。恆憂慮。餘粗平安。知足下情至。

## 特徵
在第三行的「遠」、「宦」二字保留了明顯的「節筆」痕跡。所謂「節筆」，是毛筆在碰觸到紙張突起的摺痕時，產生的無預期跳動所造成。

## 外部連結
- 國立故宮博物院 書畫精華 展品賞析 （页面存档备份，存于）
- 國立故宮博物院 晉唐法書名蹟展 （页面存档备份，存于）